# Cornelis Gerritsz. Decker

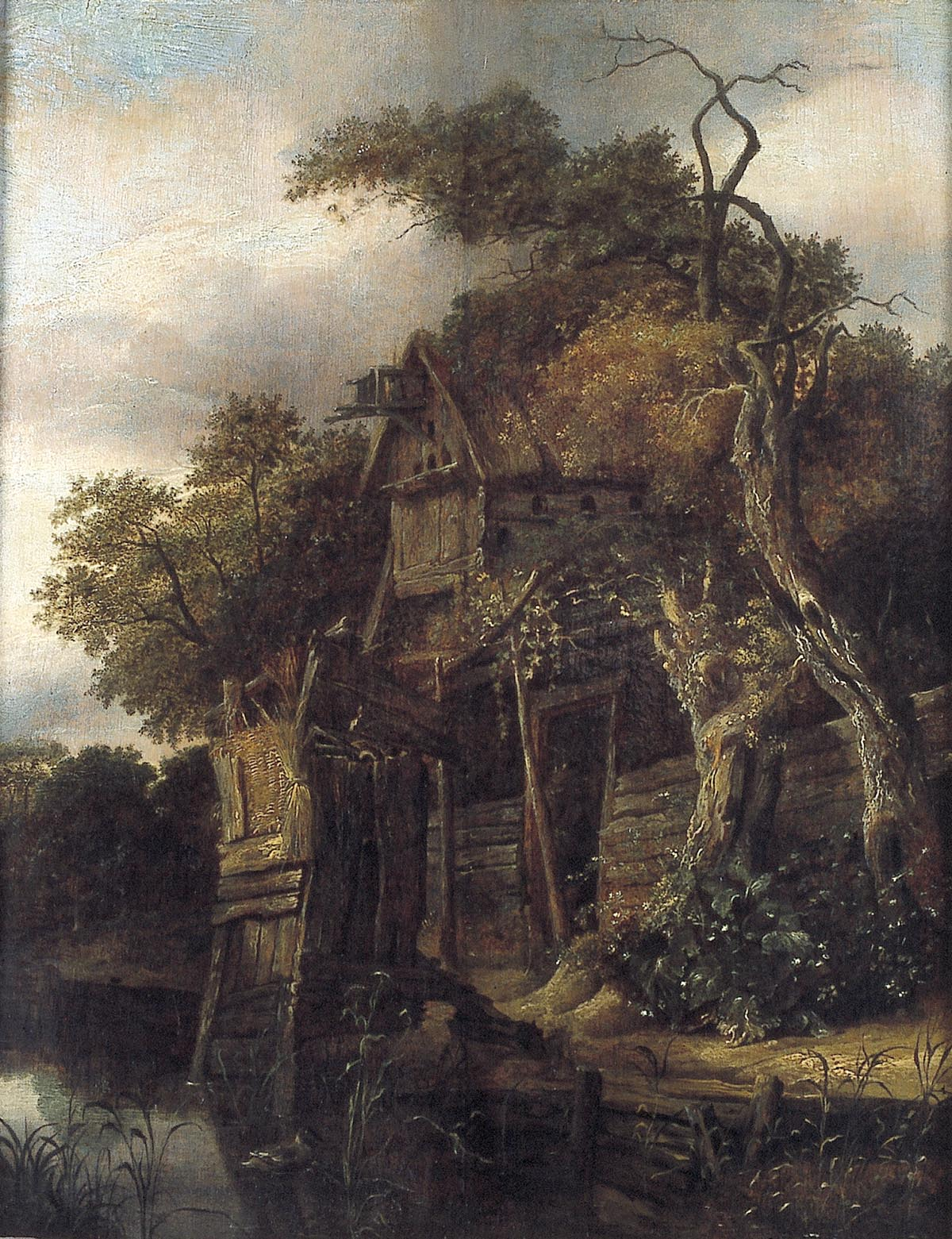
Landschap met houten hut aan het water, Instituut Collectie Nederland

Cornelis Gerritsz. Decker (Haarlem, ca. 1620 - aldaar, 1678) was een Nederlands kunstschilder uit de Gouden Eeuw. Hij was actief tussen 1643, toen hij lid werd van het Haarlemse Sint-Lucasgilde, en 1678.
Decker vervaardigde vooral landschappen, vaak voorzien van architectuur, en interieurs van werkplaatsen met genre-elementen.
De kunstenaar was mogelijk een leerling van Salomon van Ruysdael en een navolger van diens neef Jacob van Ruisdael. Hij volgde ook de stijl na van Jan Wijnants en Philips Wouwerman. Enkele landschappen van Decker werden door Wouwermans en Johannes Lingelbach 'gestoffeerd', een niet ongebruikelijke samenwerking tussen schilders die in dit geval inhoudt dat zij zorgden voor de invulling van mens- en dierfiguren. Op dit vlak zou Decker ook hebben samengewerkt met Adriaen van Ostade.
Decker overleed in Haarlem op 23 maart 1678.